# Млинские Нивы

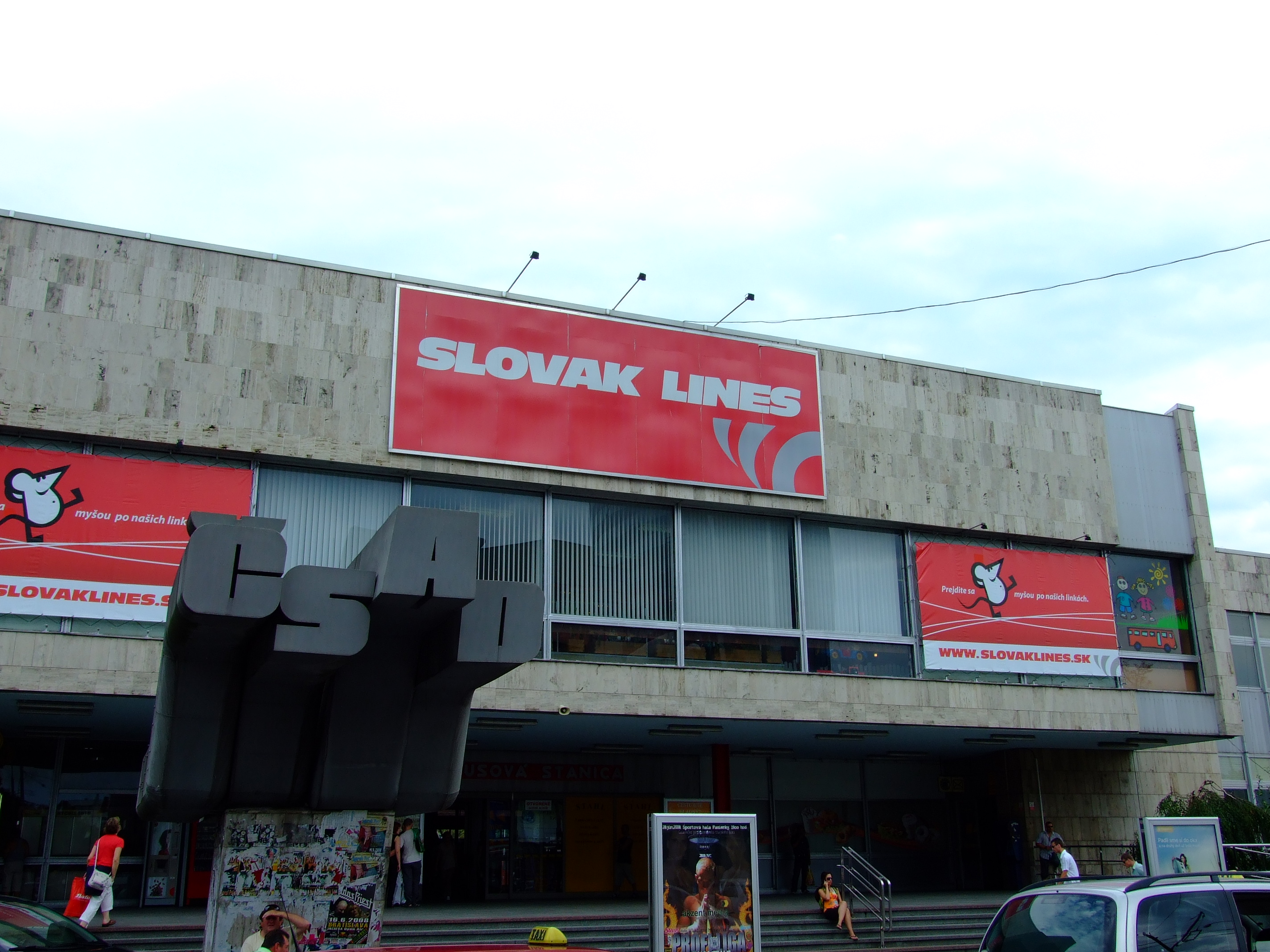
«Млинские Нивы» в 2008 году

Автовокзал “Мли́нские Ни́вы” (словац. Mlynské Nivy) — самый крупный бывший автовокзал Братиславы, место прибытия и отправления междугородних автобусов, осуществляющих перевозки как внутри Словакии, так и за её пределами.
Находится в центре города рядом с мостом Аполлон. 
Строительство автовокзала велось с 1975 по 1983 года. В 2017 году старое здание вокзала было уничтожено. На его месте в рамках проекта «Twin City» был построоен новый автовокзал. Новый автовокзал интегрирован с новым одноимённым торгово-развлекательным центром.

## Транспортные компании
Услугами автобусного вокзала пользуются, в основном, следующие транспортные компании:
- Slovak Lines / Словацкие авиалинии
- Eurolines / Евролинии
- Student Agency / Студенческое Агентство
- Turancar / Туранкар и другие.